# Jim Simons
James Harris Simons (Newton, Massachusetts, 25 de abril de 1938-Nueva York, 10 de mayo de 2024), conocido como Jim Simons, fue un matemático, académico, mercader financiero, agente de fondos, corredor de bolsa,  inversor y filántropo estadounidense. Fue el matemático más rico de la historia.
Después de su carrera académica como matemático, Simons fundó, en 1982, Renaissance Technologies, una firma de inversión privada con sede en Nueva York, con más de 15 000 millones de dólares en activos. Simons siguió a la cabeza, como presidente ejecutivo, hasta su fallecimiento en mayo del 2024, del que es el más exitoso fondo de alto riesgo (hedge funds o fondo de inversión libre) del mundo.

## Datos biográficos y académicos
Jim Simons nació el 25 de abril de 1938 en los Estados Unidos, en el seno de una familia judía, conformada por Marcia Kantor y Matthew Simons, quienes lo criaron como hijo único en Brookline, Massachusetts, donde su abuelo era propietario de una fábrica de zapatos. Obtuvo su grado de Bachelor of Science (BS) en matemáticas en el Instituto Tecnológico de Massachusetts en 1958, y su grado de Doctor of Philosophy (Ph.D.), también en matemáticas en la Universidad de California en Berkeley en 1961 a los 23 años.
Entre 1964 y 1968, estuvo investigando en la División de Investigaciones de las Comunicaciones del Instituto de Análisis de la Defensa (AIF) (Communications Research Division of the Institute for Defense Analyses - IDA). Simons fue profesor de matemáticas en el Instituto de Tecnología de Massachusetts y en la Universidad de Harvard. En 1968, fue nombrado presidente del departamento de matemáticas en la Universidad de Stony Brook.
En 1976, Simons ganó el Premio Oswald Veblen en Geometría de la Sociedad Estadounidense de Matemática, por su trabajo en el que revisaba las formas características de las superficies mínimas lo que daría lugar a su prueba sobre la conjetura Bernstein (ver Teorema de Cantor-Bernstein-Schröder) y una mejora de una cierta regularidad  de los resultados de Wendell H. Fleming en una generalización del problema de Plateau.
Entre las investigaciones más influyentes Simons participó en el descubrimiento y la aplicación de determinadas mediciones geométricas -formas de Chern-Simons- (también conocidas como invariantes de Chern-Simons, véase Shiing-Shen Chern). En 1974, su teoría fue publicada en Formas características e invariantes geométricos (Characteristic Forms and Geometric Invariants), junto con el geómetra diferencial Shiing-Shen Chern. La teoría se utiliza en física teórica y en particular en la teoría de cuerdas.
En 1978, dejó su carrera académica para poner en marcha Renaissance Technologies, un fondo de inversión constituido con fondos de inversión libre -hedge funds-, materias primas (commodities) y otros derivados financieros de base discrecional.
Simons, quien vivía con junto su mujer en sus residencias de Manhattan y Long Island, era padre de 3 hijos.
Jim Simons evitaba ser el centro de atención y rara vez concedía entrevistas, citando a Benjamín, el burro de Rebelión en la granja, quien indicaba que: "Dios me dio la cola para espantar las moscas. Aunque prefiero no tener cola ni moscas." El 10 de octubre de 2009 Simons anunció que tenía prevista su retirada el 1 de enero de 2010 (a los 72 años), pero permaneció en Renaissance como presidente no ejecutivo.

### Miembro de Institutos, Sociedades y Universidades
Simons era un mecenas y miembro del Brookhaven National Laboratory, el Instituto de Estudios Avanzados (Institute for Advanced Study), Rockefeller University, y el Mathematical Sciences Research Institute de Berkeley. Era miembro de la Junta de Corporación del MIT.

## Renaissance Technologies
Durante más de dos décadas, los hedge funds de la empresa de Simons, Renaissance Technologies, han estado presentes en los mercados de todo el mundo. Han utilizado modelos matemáticos complejos para analizar y ejecutar las operaciones, muchos de ellos automatizados. Renaissance utiliza modelos informatizados para predecir los cambios de precios para conseguir altos beneficios con facilidad utilizando los instrumentos financieros disponibles. Estos modelos se basan en el análisis de todos los datos que puedan recogerse para, a continuación, lograr establecer movimientos no aleatorios para hacer predicciones y posteriormente ejecutarlos.
Renaissance emplea a muchos especialistas que no tienen origen financiero, incluyendo a matemáticos, físicos, y expertos en estadística. El último fondo que ha creado Renaissance se denomina Renaissance Institutional Equities Fund (RIEF).
 "Es sorprendente ver cómo un matemático de gran éxito logra el éxito en otro campo", dice Edward Witten, profesor de física en el Instituto de Estudios Avanzados en Princeton, NJ, y considerado por muchos de sus compañeros como el físico teórico más logrado vivo (Gregory Zuckerman, "Heard on the Street", The Wall Street Journal, 1 de julio de 2005).
En 2006 Simons fue nombrado en Financiero del Año (Financial Engineer of the Year) por la Asociación internacional de ingenieros financieros.

## Actividades filantrópicas de Jim Simons
La inmensa riqueza que acumuló Jim Simons con los beneficios de sus fondos le permitían mantener muchas actividades filantrópicas. Simons era un benefactor de las ciencias matemáticas, apoyando proyectos de investigación, cátedras y conferencias en los Estados Unidos y el extranjero.

### Fundación Paul Simons
Simons y su segunda esposa, Marilyn Hawrys Simons, fueron los cofundadores de la Paul Simons Foundation, una organización sin ánimo de lucro que apoya proyectos relacionados con la educación y la salud, además de la investigación científica. Marilyn es la presidenta de la fundación y Jim era el secretario y tesorero.
En memoria de su hijo Paul, que tuvo con su primera esposa, Barbara Simons, estableció Avalon Park, una reserva natural en Stony Brook, Nueva York. En 1996, Paul, con 34 años de edad, murió atropellado por un coche mientras iba en bicicleta cerca de la casa de Jim.

### Instituto Nick Simons
Su hijo Nick se ahogó a los 23 años, mientras realizaba un viaje a Bali (Indonesia) en el  año 2003. Nick había trabajado en Nepal y la familia Simons se ha convertido en uno de los grandes donantes a la asistencia sanitaria de Nepal a través del Instituto Nick Simons.

### Matemática para Estados Unidos
Jim Simons también fundó Math for America, una organización sin ánimo de lucro con la misión de promocionar las matemáticas en las escuelas públicas. Asimismo ha subvencionado apoyado proyectos relacionados con las matemáticas en centro privados y públicos: Brookhaven National Laboratory, Relativistic Heavy Ion Collider, Stony Brook University, Simons Center for Geometry and Physics en Stony Brook University, el centro público universitario más grande del estado de Nueva York.

### Investigación sobre el autismo
Simons, a través de sus fundaciones estuvo financiando en los últimos años 38 millones de dólares para el estudio de las causas relacionadas con el autismo y mostró la intención de seguir invirtiendo en esta causa. Es la mayor inversión privada en el ámbito de la investigación sobre el autismo. Simons ejerció personalmente el control sobre dónde y cómo se gastaba su dinero. Simons proporcionó ADN de su familia para los estudios, prestando toda la asistencia posible para ayudar a resolver los problemas que se presentan en la investigación. En la colaboración del MIT financiando investigaciones sobre el cerebro, se estipulaba que el proyecto se centrara en el autismo y se incluyeran los científicos que Simons eligiera.
El 11 de junio de 2003, la Fundación Simons celebró su primera presentación del sobre las investigaciones sobre el Autismo ("Panel on Autism Research"), en Nueva York, donde se presentaron las investigaciones sobre las causas del autismo, el mapa exacto del genoma del autismo, y el estudio bioquímico de los mecanismos que se producen en las personas autistas. Entre los asistentes estaban David Amaral, Eric Courchesne, Nathaniel Heinz, Tom Insel, Catherine Señor, Fred Volkmar y Paul Greengard. La Fundación Simons donó 10 millones de dólares a dos investigadores del Centro de Estudios infantiles de la Universidad de Yale para estudiar las influencias genéticas sobre el autismo.

## Riqueza de Jim Simons
Su fortuna, en 2009, se estimaba en 8.500 millones de dólares, encontrándose en la lista de millonarios de Forbes. Durante los años 2004 a 2009 se benefició de las siguientes cantidades:
- 2004 - 670 millones de dólares.
- 2005 - 1500 millones de dólares,[17] (el beneficio más alto del año obtenido por los gestores de hedge fund)[18]
- 2006 - 1700 millones de dólares en 2006,[19] Fue nombrado por el Financial Times en 2006 como el multimillonario más inteligente del mundo (the world's "smartest" billionaire).[20]
- 2007 - En ese año, él mismo estimó que tenía una fortuna de 2800 millones de dólares,[21]
- 2008 - Se estima que Jim ganó 2500 millones,[22]
- 2009 - Se estima, a la baja, que posee alrededor 8.500 millones de dólares,[23] está situado en el ranking de millonarios de la revista Forbes en el puesto 55[24] y en el puesto 29 de las personas más ricas de Estados Unidos.[23]

## Muerte
Falleció el 10 de mayo de 2024 a los 86 años, en la ciudad de Nueva York, Estados Unidos.

## Apoyo al candidato Mitt Romney en las elecciones de 2012
Jim Simons apoyó económicamente al candidato Mitt Romney en las elecciones presidenciales de los Estados Unidos de 2012.

## Eponimia
El asteroide (6618) Jimsimons fue nombrado así en 2016 por este matemático.